# 法曹倫理
法曹倫理（ほうそうりんり）とは、法曹が公私にわたって遵守すべき規範である。
「倫理」と称されてはいるが、実定的な法源に基づき法曹の活動を規律するルールであり、法規範の一種である。

## 概要
法曹倫理は、司法制度に対する信頼を担保し、法の支配が機能する源泉となるものである。

### 適用対象
法曹三者に共通する要件として「非行」「品位」等の用語が用いられており、職務外の行為にも適用される。
違反に対してはそれぞれの根拠法に基づき懲戒処分が課される。

### 法曹倫理教育
法曹倫理は法曹の教育機関である法科大学院において必修科目とされ、実務家教員が指導を担当している。
裁判官および検察官は新人の職務遂行に際して組織的なバックアップがある一方、弁護士は登録一年目から単独で職務に従事することがあり得るため、自らの身を守る方法を教える必要がある。このため、法曹倫理教育として論じられる内容は弁護士倫理が中心となっている。

## 弁護士倫理

### 各国における弁護士倫理

#### アメリカ
アメリカにおいては、州ごとに弁護士制度が異なるため、弁護士倫理を定める法源も州ごとに異なる。
米国法曹協会（ABA）が拘束力のない「法律家職務模範規則」を定め、ほとんどの州がこれに即した弁護士倫理規範を制定しているが、カリフォルニア州およびワシントンD.C.は独自の規範を制定している。特に、ワシントンD.C.では唯一、非弁護士による法律事務所への出資や持分の取得を認めている。
利益相反がある事件の受任を禁止する規定がある点や、依頼者の同意や情報遮断措置により利益相反が解除される場合がある点は日本と同じであるが、依頼者の利益相反への同意の有効性を判断するに当たって依頼者の法律実務への精通度を考慮に入れる点は独特である。
連邦法による規制もあり、サーベンス・オックスレー法により授権された米国証券取引委員会規則205.3は、発行会社の非違行為を知った弁護士に対し、当該発行会社の法務担当への通報することなどを義務付けている。弁護士がマネーロンダリング規制法の直接の対象となることには日本と同様に反対し、2010年のABA総会において「グッド・プラクティス・ガイダンス」を制定することにより自主規制を敷いた。

#### イギリス
イギリスにおいては、事務弁護士の倫理は英国法曹協会（Law Society of England and Wales）が制定した行為規範（Code of Conduct）による。2006年に改正されている。2007年の法律サービス法に基づき利益代表と規制機能が分離され、ソリシター規制委員会（Solicitors Regulation Authority, SRA）が設けられている。行為規範は2011年のハンドブックにおいて詳細に規定されており、強制的な規制と任意的な推奨規定が分けて規定されている。利益相反事件の受任の制限などが規定されているが、アメリカと同様に法律事務に精通した依頼者（Sophisticated clients）に関する例外規定がある。事務弁護士はマネーロンダリング規制法（犯罪収益に関する法律、Proceeds of Crime Act）の対象とされ、疑わしい取引の報告義務がある。
ハンドブックによれば、事務弁護士の10の基本原則は以下のとおりである。
1. 法の支配と正義の実現を支持する
2. 誠実であらねばならない
3. 独立性を保持する
4. 依頼者の最善の利益を図る
5. 良質のサービスを提供する
6. 公衆の信頼を裏切ってはならない
7. 規則を守り、規制機関と協力する
8. 効率的に、かつ、ガバナンス及び危機管理原則に従って、法律事務を遂行する
9. 機会均等および多様性の尊重のもとに自らの役割を果たす
10. 依頼者の金銭および財産を守る

### 日本における弁護士倫理

#### 総論
弁護士は、医者・聖職者と並ぶ三大プロフェッションとして古来から特別な職業集団と位置付けられてきた。その公共的な役割と責任を果たすための実定的規範が弁護士倫理である。

#### 歴史
- 1949年（昭和24年） - 弁護士法制定。日本弁護士連合会（以下「日弁連」という。）の会則として「弁護士道徳その他会員の綱紀保持に関する規定」を制定すべきことを規定していた（当時の同法33条1項7号、46条2項）。
  - これを受け、日弁連は会則に10か条の概念的な規定を制定した。
- 1955年（昭和30年） - 日弁連が35か条からなる決議「弁護士倫理」を採択。会員に対する拘束力はなかった[12]。
- 1990年（平成2年） - 日弁連が臨時総会において決議「弁護士倫理」を改定し、全61か条となる。
- 2004年（平成16年） - 日弁連が決議「弁護士倫理」を廃止し、代わりに会規として「弁護士職務基本規程」（以下「規程」という。）を制定（2005年）。懲戒手続の実体的規範としての性質が付与された。全82か条。

#### 各論

##### 基本的規律
- 弁護士は、職務の自由と独立を重んじなければならない（規程第2条）。
  - これは、権力からの独立のほか、依頼者や他の弁護士からも独立した立場で職務に当たらなければならないことを意味する。弁護士は、依頼者の権利および正当な利益の実現に努めなければならないが（規程第21条、第46条）、依頼者への隷属が求められるものではなく、あくまで自由かつ独立の立場を保つことが必要である（規程第20条）[13]。
- 弁護士は、真実を尊重し、信義に従い、誠実かつ公正に職務を行う（規程第5条）。
  - 真実とは、弁護士自身が当事者の主張や証拠に照らして法律専門家・プロフェッションとして合理的に判断したものをいい、神のみぞ知るような客観的・絶対的真実を意味しない。そのため、弁護士が真実と信じて行った主張・立証活動が結果的に客観的真実に反していたとしても真実義務違反となるものではないが、虚偽と知りながらあえて偽造された証拠を提出するなどの行為は許されない。すなわち、実体的真実の究明に協力する義務（積極的真実義務）を負うものではなく、あくまで裁判所における真実発見を妨害したり歪めたりしない義務（消極的真実義務）を負うにすぎない[14]。
- 弁護士は、非弁行為や非弁提携の疑いのある者から依頼者の紹介を受けたり、これらの者を利用したりしてはならない（規程第11条）。また、非弁護士と報酬分配を行ってはならない（規程第12条）。
  - 非弁提携の禁止は弁護士法第27条に規定されているところであるが、改めてその禁止を確認し、違反すれば直ちに懲戒事由となることを宣明したものである。

##### 守秘義務
- 弁護士は、刑法第134条、弁護士法第23条、規程第23条に基づき守秘義務を負う。特に、弁護士法第23条は、弁護士が秘密保持権を有することを定めている。
  - 守秘義務は、依頼者が安心して弁護士に相談できるための制度的担保であり、弁護士業務の根幹をなすものである[15]。
  - 「正当な理由」がある場合には守秘義務は解除される。「正当な理由」の典型は、依頼者の同意がある場合や、弁護士の自己防衛の必要がある場合などであるとされる[16]。その他の場合の体系化が急務とされる[17]。
  - マネーロンダリング規制に関するいわゆる国連FATF勧告では、弁護士をゲートキーパーと位置づけ、疑わしい取引の報告義務を課すことを勧告しているが、日弁連は守秘義務に反し秘密保持権を犯すものであるとしてこれに強く反対した。これにより、弁護士は犯罪による収益の移転防止に関する法律（犯罪収益移転防止法）の適用対象外とされ、その代わり日弁連の「依頼者の身元確認及び記録保存等に関する規程」に基づく自主規制が行われることとなった[18]。

##### 利益相反
- 同一の弁護士が対立する当事者の双方を代理することを許せば、弁護士の職務執行の公正が害され、依頼者の弁護士に対する信頼をも害することとなる。そこで、規程第27条および第28条は、利益相反が存在する一定の類型について、弁護士が職務を行うことを禁止している。規程第27条は同一の事件における利益相反を規律し、同第28条は弁護士と依頼者・他の依頼者の人的な関係に着目して規制している[19]。
  - これらの規律に抵触する場合には弁護士は原則として事件を受任することができず、後から抵触が判明した場合や、例外的に受任が許される場合であっても後から利害対立が顕在化した場合などは、辞任などの対応が必要になる。

##### 共同事務所における規律
- 近年共同事務所の発達・大規模化は著しく、共同事務所内における利益相反などの規律がより重要となっている。
  - 共同事務所内の利益相反については「職務の公正を保ち得る事由」があれば解除されるが（規程第57条）、従来チャイニーズ・ウォール（事務所内の情報隔壁）を設定すれば当該事由として十分と考えられていたところ、今後はより精緻な検討が必要となることが示唆されている[20]。

##### 他の弁護士との関係での規律
- 弁護士同士は互いに名誉と信義を重んじ（規程第70条）、信義に反して他の弁護士を不利益に陥れてはならず（規程第71条）、他の弁護士が受任している事件に不当に介入してはならない（規程第72条）。これは、弁護士同士の馴れ合いを認めるものではなく、司法制度の担い手として、また職業人として、一定の信義を維持しなければならないという規律である[21]。

## 裁判官倫理
裁判官には、司法権の担い手として高度な公正性・中立性が求められる。しかし、日本においてそのような公正性・中立性の保持のための具体的な行為規範は定められておらず、詳細なOJTの仕組みが確立されているわけでもなく、専ら個々の裁判官の自己研鑽に委ねられているのが現状である。
裁判所法第49条は、裁判官に「品位を辱める行状」があったことを裁判官の懲戒事由としており、裁判官が一定の品位保持義務を負うことを前提としていると解される。「品位を辱める行状」とは、職務の内外を問わず、裁判官として国民の信頼を失墜するような醜行を演じたり、裁判の公正を疑わせるような行動をすることをいい、世人の裁判官に対する信頼、ひいては裁判制度そのものに対する信頼の念を危うくするかどうかにより決すべきであるとされている。
具体的な事例としては、裁判官が特定の刑事事件について弁護活動のような振る舞いをしたことが品位保持義務に反するとされたものがあり（最高裁大法廷平成13年3月30日決定、集民201号737頁、判例時報1760号68頁）、例えば民事事件においても一方当事者に肩入れして代理人のような振る舞いをすれば同様に品位保持義務違反に問われる可能性がある。

## 検察官倫理

### 世界における検察官倫理
検察官倫理とは「法の支配と人権を尊重する基本的な義務と責任」と表現される。すなわち、単に有罪判決を獲得するだけではなく、「公益の代表者」として真実発見に向けて努力し、正義の執行が正しくなされるようにしなければならないとされる。検察官はとりわけ真実を尊重する義務を負うのであり、この点において依頼者の利益に奉仕する弁護人との差があるとされる。
このような考え方に基づき、国連、国際検察官協会、EU、英国、カナダ、オーストラリア、米国などでは、厳重な証拠開示義務や適正手続の保持などを定めた明文の検察官倫理規範が制定されている。特に、日本法が当事者主義を継受した母法国であるアメリカにおいては、アメリカ法曹協会（ABA）の刑事司法基準において、検察官の役割は「正義がなされることを希求することで、有罪を求めることではない」と明確に定められている。
違反に対する制裁は厳しく、米国で2006年に発生した「デューク大学ラクロス・チーム事件」または「ナイフォン事件」として知られる事案においては、無罪証拠を隠蔽し開示を怠ったナイフォン検事は、懲戒手続（The North Carolina state Bar v. Michael B. Nifong）を経て法曹資格を剥奪された。

### 日本における検察官倫理
日本においては、検察官が具体的にどのような行為規範に服するかについての議論は、裁判所の消極主義などを原因として低調である。

#### 日本の検察官倫理の歴史
戦後にアメリカ法の当事者主義的訴訟構造などを取り入れて制定された現行刑事訴訟法は、検察官の地位を戦前の司法官から行政官へと変化させた。すなわち、検察官は、勾留請求権を有する被疑者との対立当事者としての地位、訴追権と起訴猶予権を独占する地位、訴因設定権を独占する地位を合わせ持つ、当事者主義の要となる立場に置かれることになったのである。
このような変化に伴い、検察官をどのように捉えるかという検察官論に関する議論が発生し、その中で検察官がどのような行為規範に服するかという議論も生じた。
しかし、具体的論点であった証拠開示論や公訴権濫用論について、最高裁がチッソ川本事件等の一連の事件で消極的な姿勢を示したことから、検察官の行為規範に関する義務論・地位論的議論は下火になってしまった。
それ以来、大阪地検特捜部主任検事証拠改ざん事件のような重大不祥事が発生するなど、検察官倫理が問題視される機運はあったにもかかわらず、2014年ごろに至るまで、検察官の義務に関する議論を深化させようという動きはほとんどみられない。

#### 日本の検察官倫理の現状
検察庁においては、一般的な国家公務員の倫理教育に加え、「検察の理念」に関する研修が行われている程度である。
法科大学院教育においても、コア・カリキュラムで求められている達成目標は「公益の代表者」「独立性」「検察官一体の原則」について説明ができるようになること程度である。各法科大学院のカリキュラムを見ても、行為規範としての具体性に乏しい内容に留まっており、中には検察官倫理の項目がカリキュラムから省略され、または欠落している法科大学院も見られる。

#### 日本における検察官倫理規範制定への動き
日本においても具体的な検察官の行為規範の制定すべきという議論がある。その主な論拠は以下のとおりである。
検察庁が組織として説明責任を果たすために必要であること
日本においては検察官業務に関する定期刊行物は「検察事務の概況」と「犯罪白書」しかなく、かついずれも検察官業務の説明責任を果たすことが目的とされてはいない。検察官の不祥事があった際に単発的に検察庁から説明文書が公開されるが、公開期間も限られ、情報提供体制として不十分である。恒常的な説明責任を果たし国民からの信頼を確保するため、検察活動において倫理的義務が果たされているか検証する枠組みが必要である。
公正な裁判の確保のため必要であること
日本における証拠開示は公判前整理手続の導入によって相当進展したが、依然として改善の余地があることが指摘されている。特に以下の点は改善が強く求められている。
1. 無罪側証拠の告知義務の欠如
2. 開示義務違反に対する制裁の欠如
3. 全証拠リストの開示の必要性

こうした問題点の改善のために、検察官の行為規範を具体化する必要がある。
誤判救済強化のため必要であること
検察官は組織が強固であり、検察官倫理の根本に関わるような制度改善の求めに対しても官僚的態度で議論を回避する姿勢がしばしば見られる。そのため、明文の倫理規定によって具体的な義務を定め、抜本的解決を図る必要がある。
特に、日本の再審事件においては、検察官が証拠の任意開示に応じたことで事態が進展したことが少なくない。世界標準となっている真実究明義務を倫理規定に定めることにより、再審請求事件において検察官に協力義務（誤判究明義務）を課すことができ、誤判救済機能を制度化することができる。
以上のような観点から、検察官の倫理規定においては次のような行為を禁止することが主張されている。
1. 無罪・減刑方向の証拠の隠蔽・無視
2. メディアへの不適切なコメント
3. 裁判所との一方的なコミュニケーション
4. 相当の理由のない起訴およびその可能性の示唆
5. 虚偽証拠の請求
6. 代理人がいる当事者との直接接触
7. 虚偽の陳述
8. 証人の威迫
9. 審判者となる可能性のある市民へ向けた不適切な陳述
10. 正義を求めず、勝訴だけを求める行為全般